# Довгяло, Геннадий Иосифович
Геннадий Иосифович Довгяло (бел. Генадзь Іосіфавіч Даўгяла; 1 апреля 1935 — 2 сентября 2002, Минск) — белорусский историк-востоковед, кандидат исторических наук (1965), доцент.

## Биография
Родился 1 апреля 1935 года в Минске в семье педагогов. Окончил исторический факультет Белорусского государственного университета (1957). С 1959—1963 г учился в аспирантуре Ленинградского отделения Института востоковедения АН СССР, научный руководитель — доктор исторических наук И. М. Дьяконов. Во время учёбы проходил стажировку в Государственном Эрмитаже под руководством академика Б. Б. Пиотровского.
С 1963 г. и до конца жизни преподавал на кафедре истории древнего мира и средних веков исторического факультета БГУ. В 1965 г. защитил кандидатскую диссертацию по теме «Возникновение царской власти у хеттов (на материале хеттских клинописных источников XXII—XVII вв. до н. э.)». В 1973 г. проходил стажировку в московском Институте востоковедения под руководством профессора М. А. Коростовцева.
Скончался 2 сентября 2002 г.

## Научная деятельность
Занимался изучением истории хеттов, являлся одним из ведущих советских и мировых специалистов в этой области. Разработал собственную концепцию истории Древнего Востока, нашедшую отражение во всех существующих белорусских учебниках для средней школы, а также в первом в истории Белоруссии учебном пособии для вузов по Древнему Востоку (соавторы Перзашкевич, Прохоров). Один из основателей школы белорусского востоковедения. Автор многочисленных переводов клинописных текстов с хеттского языка, двух ставших классическими монографий, научных статей на русском, немецком и английском языках. Совместно с Федосиком подготовил первые после 1900 г. переиздания на русском языке классических трудов Иосифа Флавия «Иудейская война» и «Иудейские древности». Ссылки на его работы являются обязательными для всех советских и постсоветских вузовских учебников по истории Древнего Востока и трудов по истории хеттов.

### Книги
- Довгяло Г. И. Возникновение царской власти у хеттов (на материале хеттских клинописных источников XXII—XVII вв. до н. э.): автореф. дис. … к.и.н. — Минск, 1965.
- Довгяло Г. И. К истории возникновения государства. На материале хеттских клинописных текстов. — Минск: Изд-во БГУ, 1968.
- Довгяло Г. И. Актуальные вопросы научной критики библии: Материал в помощь лектору. — Минск, 1976.
- Довгяло Г. И. Становление идеологии раннеклассового общества (на материале клинописных текстов). — Минск, 1980.
- Предисловие // Иосиф Флавий. Иудейские древности. Т. 1. — Минск: Беларусь, 1994.

### Учебники и учебные пособия
- История Древнего Востока: Учебное пособие для вузов / Г. И. Довгяло, О. В. Перзашкевич, А. А. Прохоров. — Минск: ТетраСистемс, 2002.
- История цивилизаций древнего мира: Учеб. пособие для 5-го кл. — Минск: Нар. асвета, 1993. (в соавт.)
- Сусветная гісторыя ад старажытных часоў да канца XVIII ст. Вучэбны дапаможнік для вучняў 10 класа. — Минск: Народная асвета, 1994. (в соавт.)
- Всемирная история с древнейших времен до конца XVIII в. Учебное пособие для учащихся 10 класса. — Минск: Народная асвета, 1994. (в соавт.)
- История древнего мира: Учеб. для 5-го кл. — Минск: Нар. асвета, 1996. (в соавт.)
- История древнего мира: Учеб. для 5-го кл. общеобразоват. шк. — Минск: Нар. асвета, 1998. (в соавт.)
- Всемирная история с древнейших времен до конца XVIII в. Учебник для 10 класса общеобразовательной школы с русским языком обучения. — Минск: Народная асвета, 2000. (в соавт.)
- Сусветная гісторыя ад старажытных часоў да канца XVIII ст. Падручнік для 10 класа агульнаадукацыйнай школы з беларускай мовай навучання. — Мінск: Народная асвета, 2000. (в соавт.)
- История древнего мира: Учеб. пособие для 5-го кл. общеобразоват. шк. с рус. яз. обучения. — Минск: Нар. асвета, 2001. (в соавт.)
- Хрестоматия по истории Древнего мира / Авт.-сост.: Г. И. Довгяло и др.: Пособие для учителей. — Минск: БелЭн, 2001.
- История Древнего мира: Учеб. для 4-го кл. общеобразоват. шк. с рус. яз. обучения. — Минск: Нар. асвета, 2001. (в соавт.)

### Научные статьи
- Довгяло Г. И. О переходе к наследованию царской власти по отцовско-правовому принципу // Советская этнография. — 1963. — № 6.
- Довгяло Г. И. О характере наследования царской власти у хеттов в эпоху Древнего царства // Вестник древней истории. — 1964. — № 1.
- Довгяло Г. И., Прохоров А. А. К вопросу об исторических истоках сюжета белорусской сказки «Мал-Малышок» // Веснік БДУ. Сер. 3. — 1988. — № 3.